# Staunton Coleford
Staunton Coleford är en civil parish i Storbritannien.   Den ligger i grevskapet Gloucestershire och riksdelen England, i den södra delen av landet, 180 km väster om huvudstaden London.